# Winifred Omwakwe
 (septembre 2022).
Si vous disposez d'ouvrages ou d'articles de référence ou si vous connaissez des sites web de qualité traitant du thème abordé ici, merci de compléter l'article en donnant les références utiles à sa vérifiabilité et en les liant à la section « Notes et références ».
Winifred Adah Omwakwe, née le 1er janvier 1981 à Nairobi, est un mannequin kényan ayant été couronné Miss Terre 2002 le 28 mai 2003, après que la Bosnienne Džejla Glavović eut été détrônée le 28 mai 2003 pour manquement à ses obligations,.

## Biographie
Le père d'Omwakwe est mort quand elle avait 10 ans et sa mère est morte quand Omwakwe avait 12 ans. Elle est la plus jeune d'un frère ou une sœur de trois ans. Son frère, l'aîné, est avocat et s'occupe de la manutention de marchandises. Sa sœur est également avocate. Ils ont agi comme ses parents de substitution après la mort de leurs parents. 
Omwakwe est un membre de la tribu Luhya.
Elle est diplômée de l'Institute of Health Care Management du Kenya, où elle a reçu un certificat de physiothérapeute . Elle vient de Nairobi et mesure 1.75 cm.
Elle était également finaliste dans Miss Univers Kenya Kenya 2001, mais n’a pas pu remporter le titre. Plus tard, elle est arrivée à la deuxième place du concours de tourisme Miss Kenya et s'est rendue à Manille pour représenter son pays au concours de spectacle Miss Earth.